# (37146) 2000 VD46
2000 VD46 (asteroide 37146) é um asteroide da cintura principal. Possui uma excentricidade de 0.16711360 e uma inclinação de 5.55712º.
Este asteroide foi descoberto no dia 3 de novembro de 2000 por LINEAR em Socorro.